# Extreme Networks
Extreme Networks — телекоммуникационная компания, основанная в 1996 году для продвижения передовых технологических решений Ethernet и развития стандарта Ethernet. Множество стандартов Ethernet в области масштабирования сети, обеспечения качества обслуживания, быстрого восстановления, являются открытыми патентами Extreme Networks. Штаб-квартира расположена в городе Сан-Хосе (штат Калифорния), США. В данный момент, компания Extreme Networks является публичной компанией, сфокусированной именно на развитии Ethernet.

## История компании
Extreme Networks была создана соучредителями Гордоном Ститтом (Gordon Stitt), Хербом Шнейдером (Herb Schneider) и Стивеном Хеддоком (Stephen Haddock) в 1996 году. Первый офис располагался в Купертино, позже переехал в Санта-Клару, а затем в Сан-Хосе. Первые инвесторы: Norwest Venture Partners, AVI Capital Management, Trinity Ventures, Kleiner Perkins Caufield & Byers.
- Октябрь 1996 года — Extreme Networks приобрела Mammoth Technology.
- Сентябрь 1997 года — Extreme Networks участвовала в создании первой мульти-вендорной Gigabit Ethernet магистрали.
- Февраль 2001 года — Extreme Networks приобрела Optranet.
- Март 2001 года — Extreme Networks приобрела Webstacks.
- Январь 2004 года — сетевой коммутатор Extreme Networks BlackDiamond 10808 был назван «Technology Product Of The Year» по версии InfoWorld.
- Июнь 2005 года — Extreme Networks анонсировало беспроводные решения для ЛВС.
- Август 2006 года — главным исполнительным директором Extreme Networks назначен Марк Канепа.
- Апрель 2013 года — главным исполнительным директором Extreme Networks назначен Чарльз Бергер.
- Сентябрь 2013 года — Extreme Networks анонсировала покупку Enterasys Networks[англ.]
- Апрель 2015 года — главным исполнительным директором Extreme Networks назначен Эд Мергольд.
- Октябрь 2016 года — купили беспроводной бизнес у Zebra Technologies за $55 млн[2].
- Март 2017 года — анонсирована покупка сетевого бизнеса Avaya за $100 млн[3][4].
- Март 2017 года — достигнута договоренность о выкупе (у Broadcom) бизнес-подразделения Brocade, касающиеся коммутации, маршрутизации и анализа данных внутри дата-центров за $55 млн[5]. Благодаря этой сделке Extreme Networks стала третьей компанией на рынке сетевого оборудования после Cisco и HPE[6].

## Продукция
Extreme Networks предлагает сетевые проводные и беспроводные решения, соответствующие требованиям современного мобильного мира с постоянным перемещением пользователей и устройств, а также миграцией виртуальных машин как внутри ЦОД, так и за его пределы — в облако. Использование единой операционной системы ExtremeXOS позволяет создавать передовые решения как для операторов связи, так и для сетей ЦОД, и локальных/кампусных сетей.

### Основные семейства оборудования и ПО
- ExtremeSwitching — семейство коммутаторов:
  - BlackDiamond — модульные
  - Summit — фиксированные
- ExtremeWireless — семейство беспроводных решений:
  - Контроллеры беспроводного доступа
  - Точки беспроводного доступа
- Extreme XOS — модульная ОС, под управлением которой работают все коммутаторы Extreme. Первый релиз ExtremeXOS состоялся в 2003 году.
- ExtremeManagement Center — система управления, контроля и мониторинга сети
- ExtremeControl Access Control — система контроля доступа к сети
- ExtremeAnalytics — система инспекции и анализа трафика приложений
- ExtremeSecurity — семейство решений по информационной безопасности:
  - SIEM — система анализа и корреляции событий
  - IPS — система предотвращения вторжений
- ExtremeCloud — облачное решение для организации проводной и беспроводной сети